# Einband-Europameisterschaft 1993

Logo CEB (ausrichtender Verband)

Veranstaltungsort: Wijchen

Die Einband-Europameisterschaft 1993 war das 40. Turnier in dieser Disziplin des Karambolagebillards und fand vom 17. bis zum 21. März 1993 in Wijchen statt. Es war die zehnte Einband-Europameisterschaft in den Niederlanden.

## Geschichte
Bei seiner vierten Teilnahme an einer Einband-EM holte Frédéric Caudron im Finale gegen Wolfgang Zenkner bereits seinen dritten Titel. Für Zenkner war es mit Platz zwei seine bisher beste Platzierung. Seine erste Medaille gewann in Wijchen der Niederländer Jean Paul de Bruijn, der in den nächsten Jahren noch für einige Schlagzeilen sorgen sollte. Das Highlight der Meisterschaft war aber das Match zwischen dem Titelverteidiger Fabian Blondeel und Fonsy Grethen. Nachdem Grethen den ersten Satz gewonnen hatte, startete er im zweiten Satz mit 54 Punkten. Dann kam Blondeel an den Tisch und beendete den Satz in nur einer Aufnahme mit 75 Punkten und gewann auch den dritten Satz. Dem Essener Martin Horn gelang es auch einen Satz in einer Aufnahme zu beenden und er wurde Fünfter. Die Verlängerung der Sätze auf 75 Punkte wurde allgemein sehr positiv bewertet.

## Turniermodus
Gespielt wurde eine Vor-Qualifikation mit 9 Gruppen à 3 (einmal 2) Spielern, wovon sich 9 Gruppensieger und 5 Gruppenzweite für die Haupt-Qualifikation qualifizieren. Dann wurde eine Haupt-Qualifikation mit 8 Gruppen à 3 Teilnehmer gebildet, wovon sich die Gruppensieger für das Hauptturnier qualifizieren konnten. Diese acht Spieler trafen die auf die acht gesetzten Spieler. Hier gab es ein Doppel-KO System mit einer Sieger- und einer Trostrunde, wobei die Spieler für das Finale und das Spiel um Platz drei ermittelt wurden. Es wurde auf zwei Gewinnsätze à 75 Punkte gespielt. Endete ein Satz 75:75 in einer Aufnahme gab es einen Tie Break. Endete auch dieser Unentschieden wurde ein Bandenentscheid (BE) gespielt um den Sieger zu ermitteln. Es wurde ohne Nachstoß gespielt, außer bei einer Partie in einer Aufnahme.
Bei MP-Gleichstand wird in folgender Reihenfolge gewertet:
1. MP = Matchpunkte
2. SP = Satzpunkte
3. GD = Generaldurchschnitt
4. HS = Höchstserie

## Qualifikation

### Vor-Qualifikation
| MP    | Match Points (Sieger = 2; Unentschieden = 1; Verlierer = 0) |
| Pkte. | Erzielte Karambolagen                                       |
| Aufn. | Benötigte Versuche                                          |
| GD    | Generaldurchschnitt                                         |
| BED   | Bester Einzeldurchschnitt eines Spielers                    |
| HS    | Höchstserie                                                 |
|       | Bester GD des Turniers                                      |
|       | Bester ED des Turniers                                      |
|       | Beste HS des Turniers                                       |
|       | 1. Platz (Gold)                                             |
|       | 2. Platz (Silber)                                           |
|       | 3. Platz (Bronze)                                           |

| Abschlusstabelle Gruppe A | Abschlusstabelle Gruppe A | Abschlusstabelle Gruppe A | Abschlusstabelle Gruppe A | Abschlusstabelle Gruppe A | Abschlusstabelle Gruppe A | Abschlusstabelle Gruppe A | Abschlusstabelle Gruppe A | Abschlusstabelle Gruppe A |
| Platz                     | Name                      | MP                        | SP                        | Pkte                      | Aufn.                     | GD                        | BED                       | HS                        |
| ------------------------- | ------------------------- | ------------------------- | ------------------------- | ------------------------- | ------------------------- | ------------------------- | ------------------------- | ------------------------- |
| 1                         | Louis Edelin              | 4:0                       | 8:0                       | 200                       | 33                        | 6,06                      | 6,66                      | 24                        |
| 2                         | Eddy Leppens              | 2:2                       | 4:6                       | 212                       | 34                        | 6,23                      | 6,80                      | 27                        |
| 3                         | René Tull                 | 0:4                       | 2:8                       | 134                       | 36                        | 3,72                      | –                         | 29                        |

| Abschlusstabelle Gruppe B | Abschlusstabelle Gruppe B | Abschlusstabelle Gruppe B | Abschlusstabelle Gruppe B | Abschlusstabelle Gruppe B | Abschlusstabelle Gruppe B | Abschlusstabelle Gruppe B | Abschlusstabelle Gruppe B | Abschlusstabelle Gruppe B |
| Platz                     | Name                      | MP                        | SP                        | Pkte                      | Aufn.                     | GD                        | BED                       | HS                        |
| ------------------------- | ------------------------- | ------------------------- | ------------------------- | ------------------------- | ------------------------- | ------------------------- | ------------------------- | ------------------------- |
| 1                         | John v/d Stappen          | 4:0                       | 8:4                       | 268                       | 82                        | 3,26                      | 3,30                      | 27                        |
| 2                         | Jean Arnaud               | 2:2                       | 6:4                       | 218                       | 54                        | 4,03                      | 5,55                      | 23                        |
| 3                         | Zoltan Kovač              | 0:4                       | 2:8                       | 167                       | 63                        | 2,65                      | –                         | 15                        |

| Abschlusstabelle Gruppe C | Abschlusstabelle Gruppe C | Abschlusstabelle Gruppe C | Abschlusstabelle Gruppe C | Abschlusstabelle Gruppe C | Abschlusstabelle Gruppe C | Abschlusstabelle Gruppe C | Abschlusstabelle Gruppe C | Abschlusstabelle Gruppe C |
| Platz                     | Name                      | MP                        | SP                        | Pkte                      | Aufn.                     | GD                        | BED                       | HS                        |
| ------------------------- | ------------------------- | ------------------------- | ------------------------- | ------------------------- | ------------------------- | ------------------------- | ------------------------- | ------------------------- |
| 1                         | Pedro Arnau               | 4:0                       | 8:0                       | 200                       | 42                        | 4,76                      | 7,14                      | 28                        |
| 2                         | Harry v/d Bogaard         | 2:2                       | 4:6                       | 137                       | 51                        | 2,68                      | 3,15                      | 29                        |
| 3                         | Willy Leman               | 0:4                       | 2:8                       | 211                       | 64                        | 3,29                      | –                         | 26                        |

| Abschlusstabelle Gruppe D | Abschlusstabelle Gruppe D | Abschlusstabelle Gruppe D | Abschlusstabelle Gruppe D | Abschlusstabelle Gruppe D | Abschlusstabelle Gruppe D | Abschlusstabelle Gruppe D | Abschlusstabelle Gruppe D | Abschlusstabelle Gruppe D |
| Platz                     | Name                      | MP                        | SP                        | Pkte                      | Aufn.                     | GD                        | BED                       | HS                        |
| ------------------------- | ------------------------- | ------------------------- | ------------------------- | ------------------------- | ------------------------- | ------------------------- | ------------------------- | ------------------------- |
| 1                         | Wiel van Gemert           | 2:2                       | 4:4                       | 183                       | 40                        | 4,57                      | 6,66                      | 50                        |
| 2                         | Kurt Mastny               | 2:2                       | 4:4                       | 133                       | 40                        | 3,32                      | 3,84                      | 18                        |

| Abschlusstabelle Gruppe E | Abschlusstabelle Gruppe E | Abschlusstabelle Gruppe E | Abschlusstabelle Gruppe E | Abschlusstabelle Gruppe E | Abschlusstabelle Gruppe E | Abschlusstabelle Gruppe E | Abschlusstabelle Gruppe E | Abschlusstabelle Gruppe E |
| Platz                     | Name                      | MP                        | SP                        | Pkte                      | Aufn.                     | GD                        | BED                       | HS                        |
| ------------------------- | ------------------------- | ------------------------- | ------------------------- | ------------------------- | ------------------------- | ------------------------- | ------------------------- | ------------------------- |
| 1                         | Jean Paul de Bruijn       | 4:0                       | 8:0                       | 200                       | 45                        | 4,44                      | 4,76                      | 26                        |
| 2                         | Heinz Janzen              | 2:2                       | 4:4                       | 173                       | 41                        | 4,21                      | 4,76                      | 18                        |
| 3                         | Armin Grimm               | 0:4                       | 0:8                       | 114                       | 43                        | 2,65                      | –                         | 15                        |

| Abschlusstabelle Gruppe F | Abschlusstabelle Gruppe F | Abschlusstabelle Gruppe F | Abschlusstabelle Gruppe F | Abschlusstabelle Gruppe F | Abschlusstabelle Gruppe F | Abschlusstabelle Gruppe F | Abschlusstabelle Gruppe F | Abschlusstabelle Gruppe F |
| Platz                     | Name                      | MP                        | SP                        | Pkte                      | Aufn.                     | GD                        | BED                       | HS                        |
| ------------------------- | ------------------------- | ------------------------- | ------------------------- | ------------------------- | ------------------------- | ------------------------- | ------------------------- | ------------------------- |
| 1                         | Marc Massé                | 4:0                       | 8:2                       | 239                       | 50                        | 4,78                      | 5,55                      | 36                        |
| 2                         | Ad Klijn                  | 2:2                       | 4:6                       | 187                       | 44                        | 4,25                      | 5,48                      | 31                        |
| 3                         | Axel Büscher              | 0:4                       | 4:8                       | 207                       | 59                        | 3,50                      | –                         | 20                        |

| Abschlusstabelle Gruppe G | Abschlusstabelle Gruppe G | Abschlusstabelle Gruppe G | Abschlusstabelle Gruppe G | Abschlusstabelle Gruppe G | Abschlusstabelle Gruppe G | Abschlusstabelle Gruppe G | Abschlusstabelle Gruppe G | Abschlusstabelle Gruppe G |
| Platz                     | Name                      | MP                        | SP                        | Pkte                      | Aufn.                     | GD                        | BED                       | HS                        |
| ------------------------- | ------------------------- | ------------------------- | ------------------------- | ------------------------- | ------------------------- | ------------------------- | ------------------------- | ------------------------- |
| 1                         | Antonio Oddo              | 4:0                       | 8:2                       | 214                       | 43                        | 4,97                      | 6,70                      | 22                        |
| 2                         | Gerhard Ralis             | 2:2                       | 6:4                       | 173                       | 38                        | 4,55                      | 4,76                      | 26                        |
| 3                         | Patrick Janssen           | 0:4                       | 0:8                       | 106                       | 45                        | 2,35                      | –                         | 21                        |

| Abschlusstabelle Gruppe H | Abschlusstabelle Gruppe H | Abschlusstabelle Gruppe H | Abschlusstabelle Gruppe H | Abschlusstabelle Gruppe H | Abschlusstabelle Gruppe H | Abschlusstabelle Gruppe H | Abschlusstabelle Gruppe H | Abschlusstabelle Gruppe H |
| Platz                     | Name                      | MP                        | SP                        | Pkte                      | Aufn.                     | GD                        | BED                       | HS                        |
| ------------------------- | ------------------------- | ------------------------- | ------------------------- | ------------------------- | ------------------------- | ------------------------- | ------------------------- | ------------------------- |
| 1                         | Rafael Garcia             | 4:0                       | 8:2                       | 243                       | 33                        | 7,36                      | 7,94                      | 29                        |
| 2                         | Gerrit van Beek           | 2:2                       | 6:4                       | 220                       | 46                        | 4,78                      | 3,44                      | 29                        |
| 3                         | Uwe Matuszak              | 0:4                       | 0:8                       | 139                       | 42                        | 3,30                      | –                         | 28                        |

| Abschlusstabelle Gruppe I | Abschlusstabelle Gruppe I | Abschlusstabelle Gruppe I | Abschlusstabelle Gruppe I | Abschlusstabelle Gruppe I | Abschlusstabelle Gruppe I | Abschlusstabelle Gruppe I | Abschlusstabelle Gruppe I | Abschlusstabelle Gruppe I |
| Platz                     | Name                      | MP                        | SP                        | Pkte                      | Aufn.                     | GD                        | BED                       | HS                        |
| ------------------------- | ------------------------- | ------------------------- | ------------------------- | ------------------------- | ------------------------- | ------------------------- | ------------------------- | ------------------------- |
| 1                         | Francis Forton            | 2:2                       | 6:4                       | 214                       | 39                        | 5,48                      | 5,55                      | 31                        |
| 2                         | José Albert               | 2:2                       | 6:6                       | 263                       | 57                        | 4,61                      | 6,00                      | 28                        |
| 3                         | Ferdinand Polman          | 2:2                       | 4:6                       | 203                       | 54                        | 3,70                      | 4,54                      | 21                        |

### Haupt-Qualifikation
| Abschlusstabelle Gruppe A | Abschlusstabelle Gruppe A | Abschlusstabelle Gruppe A | Abschlusstabelle Gruppe A | Abschlusstabelle Gruppe A | Abschlusstabelle Gruppe A | Abschlusstabelle Gruppe A | Abschlusstabelle Gruppe A | Abschlusstabelle Gruppe A |
| Platz                     | Name                      | MP                        | SP                        | Pkte                      | Aufn.                     | GD                        | BED                       | HS                        |
| ------------------------- | ------------------------- | ------------------------- | ------------------------- | ------------------------- | ------------------------- | ------------------------- | ------------------------- | ------------------------- |
| 1                         | Peter de Backer           | 4:0                       | 8:0                       | 200                       | 22                        | 9,09                      | 10,00                     | 38                        |
| 2                         | Francis Forton            | 2:2                       | 4:6                       | 162                       | 33                        | 4,90                      | 6,22                      | 28                        |
| 3                         | Rafael Garcia             | 0:4                       | 2:8                       | 153                       | 31                        | 4,93                      | –                         | 20                        |

| Abschlusstabelle Gruppe B | Abschlusstabelle Gruppe B | Abschlusstabelle Gruppe B | Abschlusstabelle Gruppe B | Abschlusstabelle Gruppe B | Abschlusstabelle Gruppe B | Abschlusstabelle Gruppe B | Abschlusstabelle Gruppe B | Abschlusstabelle Gruppe B |
| Platz                     | Name                      | MP                        | SP                        | Pkte                      | Aufn.                     | GD                        | BED                       | HS                        |
| ------------------------- | ------------------------- | ------------------------- | ------------------------- | ------------------------- | ------------------------- | ------------------------- | ------------------------- | ------------------------- |
| 1                         | Stefan Galla              | 4:0                       | 8:4                       | 222                       | 39                        | 5,69                      | 6,17                      | 26                        |
| 2                         | Heinz Janzen              | 2:2                       | 6:6                       | 232                       | 56                        | 4,14                      | 4,05                      | 34                        |
| 3                         | Louis Edelin              | 0:4                       | 4:8                       | 204                       | 49                        | 4,16                      | –                         | 27                        |

| Abschlusstabelle Gruppe C | Abschlusstabelle Gruppe C | Abschlusstabelle Gruppe C | Abschlusstabelle Gruppe C | Abschlusstabelle Gruppe C | Abschlusstabelle Gruppe C | Abschlusstabelle Gruppe C | Abschlusstabelle Gruppe C | Abschlusstabelle Gruppe C |
| Platz                     | Name                      | MP                        | SP                        | Pkte                      | Aufn.                     | GD                        | BED                       | HS                        |
| ------------------------- | ------------------------- | ------------------------- | ------------------------- | ------------------------- | ------------------------- | ------------------------- | ------------------------- | ------------------------- |
| 1                         | Jean Paul de Bruijn       | 4:0                       | 8:0                       | 200                       | 30                        | 6,66                      | 16,66                     | 43                        |
| 2                         | Volker Baten              | 2:2                       | 4:6                       | 171                       | 41                        | 4,17                      | 5,21                      | 29                        |
| 3                         | Antonio Oddo              | 0:4                       | 2:8                       | 183                       | 33                        | 5,54                      | –                         | 27                        |

| Abschlusstabelle Gruppe D | Abschlusstabelle Gruppe D | Abschlusstabelle Gruppe D | Abschlusstabelle Gruppe D | Abschlusstabelle Gruppe D | Abschlusstabelle Gruppe D | Abschlusstabelle Gruppe D | Abschlusstabelle Gruppe D | Abschlusstabelle Gruppe D |
| Platz                     | Name                      | MP                        | SP                        | Pkte                      | Aufn.                     | GD                        | BED                       | HS                        |
| ------------------------- | ------------------------- | ------------------------- | ------------------------- | ------------------------- | ------------------------- | ------------------------- | ------------------------- | ------------------------- |
| 1                         | Wolfgang Zenkner          | 4:0                       | 8:4                       | 239                       | 31                        | 7,70                      | 11,11                     | 38                        |
| 2                         | John van der Stappen      | 2:2                       | 4:4                       | 155                       | 20                        | 7,75                      | 8,33                      | 32                        |
| 3                         | José Albert               | 0:4                       | 2:8                       | 125                       | 32                        | 3,90                      | –                         | 20                        |

| Abschlusstabelle Gruppe E | Abschlusstabelle Gruppe E | Abschlusstabelle Gruppe E | Abschlusstabelle Gruppe E | Abschlusstabelle Gruppe E | Abschlusstabelle Gruppe E | Abschlusstabelle Gruppe E | Abschlusstabelle Gruppe E | Abschlusstabelle Gruppe E |
| Platz                     | Name                      | MP                        | SP                        | Pkte                      | Aufn.                     | GD                        | BED                       | HS                        |
| ------------------------- | ------------------------- | ------------------------- | ------------------------- | ------------------------- | ------------------------- | ------------------------- | ------------------------- | ------------------------- |
| 1                         | Pedro Arnau               | 4:0                       | 8:0                       | 200                       | 41                        | 4,87                      | 5,55                      | 26                        |
| 2                         | Fabrice Puigvert          | 2:2                       | 4:4                       | 162                       | 37                        | 4,37                      | 6,66                      | 38                        |
| 3                         | Franz Stenzel             | 0:4                       | 0:8                       | 155                       | 31                        | 5,00                      | –                         | 39                        |

| Abschlusstabelle Gruppe F | Abschlusstabelle Gruppe F | Abschlusstabelle Gruppe F | Abschlusstabelle Gruppe F | Abschlusstabelle Gruppe F | Abschlusstabelle Gruppe F | Abschlusstabelle Gruppe F | Abschlusstabelle Gruppe F | Abschlusstabelle Gruppe F |
| Platz                     | Name                      | MP                        | SP                        | Pkte                      | Aufn.                     | GD                        | BED                       | HS                        |
| ------------------------- | ------------------------- | ------------------------- | ------------------------- | ------------------------- | ------------------------- | ------------------------- | ------------------------- | ------------------------- |
| 1                         | Johan Claessen            | 2:2                       | 6:4                       | 213                       | 42                        | 5,07                      | 5,88                      | 41                        |
| 2                         | Raymond Knoors            | 2:2                       | 4:4                       | 164                       | 31                        | 5,29                      | 6,66                      | 30                        |
| 3                         | Gerhard Ralis             | 2:2                       | 4:6                       | 198                       | 39                        | 5,07                      | –                         | 28                        |

| Abschlusstabelle Gruppe G | Abschlusstabelle Gruppe G | Abschlusstabelle Gruppe G | Abschlusstabelle Gruppe G | Abschlusstabelle Gruppe G | Abschlusstabelle Gruppe G | Abschlusstabelle Gruppe G | Abschlusstabelle Gruppe G | Abschlusstabelle Gruppe G |
| Platz                     | Name                      | MP                        | SP                        | Pkte                      | Aufn.                     | GD                        | BED                       | HS                        |
| ------------------------- | ------------------------- | ------------------------- | ------------------------- | ------------------------- | ------------------------- | ------------------------- | ------------------------- | ------------------------- |
| 1                         | Jean Arnaud               | 4:0                       | 8:2                       | 228                       | 57                        | 4,00                      | 4,16                      | 24                        |
| 2                         | Michael Hikl              | 2:2                       | 6:6                       | 279                       | 58                        | 4,81                      | 5,34                      | 22                        |
| 3                         | Gerrit van Beek           | 0:4                       | 2:8                       | 49                        | 4,06                      | –                         | 26                        |                           |

| Abschlusstabelle Gruppe H | Abschlusstabelle Gruppe H | Abschlusstabelle Gruppe H | Abschlusstabelle Gruppe H | Abschlusstabelle Gruppe H | Abschlusstabelle Gruppe H | Abschlusstabelle Gruppe H | Abschlusstabelle Gruppe H | Abschlusstabelle Gruppe H |
| Platz                     | Name                      | MP                        | SP                        | Pkte                      | Aufn.                     | GD                        | BED                       | HS                        |
| ------------------------- | ------------------------- | ------------------------- | ------------------------- | ------------------------- | ------------------------- | ------------------------- | ------------------------- | ------------------------- |
| 1                         | Marc Massé                | 4:0                       | 8:0                       | 200                       | 40                        | 5,00                      | 10,00                     | 25                        |
| 2                         | Wiel van Gemert           | 2:2                       | 4:4                       | 152                       | 43                        | 3,53                      | 4,54                      | 17                        |
| 3                         | Freek Ottenhof            | 0:4                       | 0:8                       | 100                       | 38                        | 2,63                      | –                         | 15                        |

## Hauptturnier

### Siegerrunde
| Name                | MP  | SP  | 1. Satz | 2. Satz | 3. Satz | Pkte. | Aufn. | GD    | HS |
| ------------------- | --- | --- | ------- | ------- | ------- | ----- | ----- | ----- | -- |
| 1. Runde            |     |     |         |         |         |       |       |       |    |
| Fabian Blondeel     | 0:2 | 0:4 | 56(17)  | 55(7)   |         | 111   | 24    | 4,62  | 42 |
| Marc Massé          | 2:0 | 4:0 | 75(17)  | 75(8)   |         | 150   | 25    | 6,00  | 48 |
| Jos Bongers         | 2:0 | 4:2 | 74(12)  | 75(13)  | 75(9)   | 224   | 34    | 6,58  | 36 |
| Stefan Galla        | 0:2 | 2:4 | 75(13)  | 62(12)  | 54(9)   | 191   | 34    | 5,61  | 26 |
| Henri Tilleman      | 2:0 | 4:0 | 75(12)  | 75(4)   |         | 150   | 16    | 9,37  | 47 |
| Jean Arnaud         | 0:2 | 0:4 | 19(11)  | 13(4)   |         | 32    | 15    | 2,13  | 13 |
| Frédéric Caudron    | 2:0 | 4:2 | 75(17)  | 63(10)  | 75(3)   | 213   | 30    | 7,10  | 64 |
| Peter de Backer     | 0:2 | 2:4 | 62(16)  | 75(11)  | 19(2)   | 156   | 29    | 5,37  | 32 |
| Martin Horn         | 0:2 | 2:4 | 75(12)  | 64(7)   | 59(8)   | 198   | 27    | 7,33  | 45 |
| Jean Paul de Bruijn | 2:0 | 4:2 | 53(11)  | 75(8)   | 75(8)   | 203   | 27    | 7,51  | 49 |
| Brahim Djoubri      | 2:0 | 4:2 | 75(23)  | 61(18)  | 75(13)  | 211   | 54    | 3,90  | 29 |
| Pedro Arnau         | 0:2 | 2:4 | 74(22)  | 75(19)  | 51(12)  | 200   | 53    | 3,77  | 21 |
| Stephan Horvath     | 0:2 | 0:4 | 44(6)   | 32(8)   |         | 76    | 14    | 5,43  | 24 |
| Wolfgang Zenkner    | 2:0 | 4:0 | 75(7)   | 75(8)   |         | 150   | 15    | 10,00 | 51 |
| Fonsy Grethen       | 2:0 | 4:0 | 75(12)  | 75(12)  |         | 150   | 24    | 6,25  | 35 |
| Johan Claessen      | 0:2 | 0:4 | 34(12)  | 41(11)  |         | 75    | 23    | 3,26  | 14 |
| 2. Runde            |     |     |         |         |         |       |       |       |    |
| Marc Massé          | 0:2 | 0:4 | 17(6)   | 19(6)   |         | 36    | 12    | 3,00  | 13 |
| Jos Bongers         | 2:0 | 4:0 | 75(6)   | 75(7)   |         | 150   | 13    | 11,53 | 36 |
| Henri Tilleman      | 0:2 | 2:4 | 23(3)   | 75(4)   | 7(3)    | 105   | 10    | 10,50 | 30 |
| Frédéric Caudron    | 2:0 | 4:2 | 75(4)   | 30(3)   | 75(4)   | 180   | 11    | 16,36 | 41 |
| Jean Paul de Bruijn | 2:0 | 4:2 | 60(7)   | 75(19)  | 75(9)   | 210   | 35    | 6,00  | 38 |
| Brahim Djoubri      | 0:2 | 2:4 | 75(8)   | 38(18)  | 40(9)   | 153   | 35    | 4,37  | 44 |
| Wolfgang Zenkner    | 2:0 | 4:2 | 75(6)   | 28(4)   | 75(6)   | 178   | 16    | 11,12 | 46 |
| Fonsy Grethen       | 0:2 | 2:4 | 8(5)    | 75(5)   | 73(5)   | 156   | 15    | 10,40 | 61 |
| 3. Runde            |     |     |         |         |         |       |       |       |    |
| Jos Bongers         | 0:2 | 0:4 | 16(3)   | 14(2)   |         | 30    | 5     | 6,00  | 11 |
| Frédéric Caudron    | 2:0 | 4:0 | 75(3)   | 75(3)   |         | 150   | 6     | 25,00 | 43 |
| Jean Paul de Bruijn | 0:2 | 2:4 | 75(8)   | 64(10)  | 26(4)   | 165   | 22    | 7,50  | 24 |
| Wolfgang Zenkner    | 2:0 | 4:2 | 37(8)   | 75(10)  | 75(5)   | 187   | 23    | 8,13  | 64 |
| Finale              |     |     |         |         |         |       |       |       |    |
| Frédéric Caudron    | 2:0 | 4:0 | 75(6)   | 75(10)  |         | 150   | 16    | 9,37  | 32 |
| Wolfgang Zenkner    | 0:2 | 0:4 | 27(5)   | 73(10)  |         | 100   | 15    | 6,66  | 34 |

| Name                | MP  | SP  | 1. Satz | 2. Satz | 3. Satz | Pkte. | Aufn. | GD    | HS |
| ------------------- | --- | --- | ------- | ------- | ------- | ----- | ----- | ----- | -- |
| 1. Runde            |     |     |         |         |         |       |       |       |    |
| Fabian Blondeel     | 2:0 | 4:2 | 75(7)   | 65(9)   | 75(5)   | 215   | 21    | 10,23 | 47 |
| Stefan Galla        | 0:2 | 2:4 | 70(6)   | 75(10)  | 33(4)   | 178   | 20    | 8,90  | 29 |
| Jean Arnaud         | 0:2 | 0:4 | 62(8)   | 44(7)   |         | 106   | 15    | 7,06  | 26 |
| Peter de Backer     | 2:0 | 4:0 | 75(9)   | 75(7)   |         | 150   | 16    | 9,37  | 27 |
| Martin Horn         | 2:0 | 4:2 | 75(3)   | 70(11)  | 75(6)   | 220   | 20    | 11,00 | 47 |
| Pedro Arnau         | 0:2 | 2:4 | 6(2)    | 75(12)  | 17(5)   | 98    | 19    | 5,15  | 30 |
| Stephan Horvath     | 0:2 | 0:4 | 50(16)  | 70(6)   |         | 120   | 22    | 5,45  | 30 |
| Johan Claessen      | 2:0 | 4:0 | 75(17)  | 75(6)   |         | 150   | 23    | 6,52  | 32 |
| 2. Runde            |     |     |         |         |         |       |       |       |    |
| Fabian Blondeel     | 2:0 | 4:2 | 35(9)   | 75(1)   | 75(8)   | 185   | 18    | 10,27 | 75 |
| Fonsy Grethen       | 0:2 | 2:4 | 75(9)   | 54(1)   | 47(7)   | 176   | 17    | 10,35 | 54 |
| Peter de Backer     | 2:0 | 4:0 | 75(12)  | 75(4)   |         | 150   | 16    | 9,37  | 63 |
| Brahim Djoubri      | 0:2 | 0:4 | 48(11)  | 23(4)   |         | 71    | 15    | 4,73  | 40 |
| Martin Horn         | 2:0 | 4:0 | 75(4)   | 75(5)   |         | 150   | 9     | 16,66 | 59 |
| Henri Tilleman      | 0:2 | 0:4 | 2(3)    | 74(5)   |         | 76    | 8     | 9,50  | 27 |
| Johan Claessen      | 0:2 | 2:4 | 75(16)  | 41(6)   | 62(19)  | 178   | 41    | 4,34  | 21 |
| Marc Massé          | 2:0 | 4:2 | 72(15)  | 75(7)   | 75(19)  | 222   | 41    | 5,41  | 41 |
| 3. Runde            |     |     |         |         |         |       |       |       |    |
| Fabian Blondeel     | 0:2 | 0:4 | 40(9)   | 49(3)   |         | 89    | 12    | 7,41  | 41 |
| Peter de Backer     | 2:0 | 4:0 | 75(9)   | 75(4)   |         | 150   | 13    | 11,53 | 36 |
| Martin Horn         | 2:0 | 4:0 | 75(1)   | 75(7)   |         | 150   | 8     | 18,75 | 75 |
| Marc Massé          | 0:2 | 0:4 | 4(1)    | 49(6)   |         | 53    | 7     | 7,57  | 31 |
| 4. Runde            |     |     |         |         |         |       |       |       |    |
| Peter de Backer     | 2:0 | 4:0 | 75(9)   | 75(16)  |         | 150   | 25    | 6,00  | 52 |
| Jos Bongers         | 0:2 | 0:4 | 6(8)    | 49(16)  |         | 55    | 24    | 2,29  | 14 |
| Martin Horn         | 0:2 | 2:4 | 75(3)   | 19(4)   | 45(9)   | 139   | 16    | 8,68  | 53 |
| Jean Paul de Bruijn | 2:0 | 4:2 | 50(2)   | 75(5)   | 75(9)   | 200   | 16    | 12,50 | 42 |
| Spiel um Platz 3    |     |     |         |         |         |       |       |       |    |
| Peter de Backer     | 0:2 | 2:4 | 75(6)   | 37(8)   | 73(13)  | 185   | 27    | 6,85  | 32 |
| Jean Paul de Bruijn | 2:0 | 4:2 | 63(6)   | 75(8)   | 75(14)  | 213   | 28    | 7,60  | 32 |

| MP    | Match Points (Sieger = 2; Unentschieden = 1; Verlierer = 0) |
| Pkte. | Erzielte Karambolagen                                       |
| Aufn. | Benötigte Versuche                                          |
| GD    | Generaldurchschnitt                                         |
| BED   | Bester Einzeldurchschnitt eines Spielers                    |
| HS    | Höchstserie                                                 |
|       | Bester GD des Turniers                                      |
|       | Bester ED des Turniers                                      |
|       | Beste HS des Turniers                                       |
|       | 1. Platz (Gold)                                             |
|       | 2. Platz (Silber)                                           |
|       | 3. Platz (Bronze)                                           |

| Platz                               | Name                | Spiele | MP  | SP    | Pkte | Aufn. | GD    | BED   | BSD   | HS |
| ----------------------------------- | ------------------- | ------ | --- | ----- | ---- | ----- | ----- | ----- | ----- | -- |
| 1                                   | Frédéric Caudron    | 4      | 8:0 | 16:4  | 693  | 63    | 11,00 | 25,00 | 25,00 | 64 |
| 2                                   | Wolfgang Zenkner    | 4      | 6:2 | 12:8  | 615  | 69    | 8,91  | 11,12 | 15,00 | 64 |
| 3                                   | Jean Paul de Bruijn | 5      | 8:2 | 18:12 | 991  | 128   | 7,74  | 12,50 | 15,00 | 49 |
| 4                                   | Peter de Backer     | 5      | 8:4 | 20:8  | 941  | 126   | 7,46  | 11,53 | 18,75 | 63 |
| 5                                   | Martin Horn         | 5      | 6:4 | 16:10 | 857  | 80    | 10,71 | 18,75 | 75,00 | 75 |
| 6                                   | Jos Bongers         | 4      | 4:4 | 8:10  | 459  | 76    | 6,03  | 11,53 | 12,50 | 42 |
| 7                                   | Marc Massé          | 4      | 4:4 | 8:10  | 461  | 85    | 5,42  | 6,00  | 9,37  | 48 |
| 8                                   | Fabian Blondeel     | 4      | 4:4 | 8:12  | 600  | 75    | 8,00  | 10,27 | 75,00 | 75 |
| 9                                   | Fonsy Grethen       | 3      | 2:4 | 8:8   | 482  | 56    | 8,60  | 6,25  | 15,00 | 61 |
| 10                                  | Henri Tilleman      | 3      | 2:4 | 6:8   | 331  | 34    | 9,73  | 9,37  | 18,75 | 47 |
| 11                                  | Johan Claessen      | 3      | 2:4 | 6:8   | 403  | 87    | 4,63  | 6,52  | 12,50 | 33 |
| 12                                  | Brahim Djoubri      | 3      | 2:4 | 6:10  | 435  | 104   | 4,18  | 3,90  | 9,37  | 44 |
| 13                                  | Stefan Galla        | 2      | 0:4 | 4:8   | 369  | 54    | 6,83  | –     | 7,50  | 36 |
| 14                                  | Pedro Arnau         | 2      | 0:4 | 4:8   | 298  | 72    | 4,13  | –     | 6,25  | 30 |
| 15                                  | Stephan Horvath     | 2      | 0:4 | 0:8   | 196  | 36    | 5,44  | –     | –     | 30 |
| 16                                  | Jean Arnaud         | 2      | 0:4 | 0:8   | 138  | 30    | 4,60  | –     | –     | 26 |
| Turnierdurchschnitt: Endrunde: 7,03 |                     |        |     |       |      |       |       |       |       |    |